# بيوع الأمانة
بيوع الأمانة هي نوع من البيوع في الفقه الإسلامي تعتمد على مبدأ الشفافية والأمانة بين البائع والمشتري، حيث يلتزم البائع بإفصاح صادق عن تكلفة السلعة أو سعر شرائها عند البيع. تهدف هذه المعاملات إلى تعزيز الثقة والعدالة في العلاقات التجارية، وهي مشروعة شرعًا شريطة خلوها من الغش والغرر.

## أنواع بيوع الأمانة[3]
تتفرع بيوع الأمانة إلى ثلاثة أنواع رئيسية:
1. بيع المرابحة يتم بيع السلعة بسعر شرائها مضافًا إليه ربح معلوم ومحدد مسبقًا.

- مثال: إذا اشترى البائع سلعة بمبلغ 100 وحدة نقدية، وأراد بيعها بربح 20 وحدة نقدية، فإنه يبيعها بمبلغ 120 وحدة نقدية مع إبلاغ المشتري بذلك.

2.  بيع التولية يُباع الشيء بنفس سعر شرائه دون زيادة أو نقصان.
- مثال: إذا اشترى البائع سلعة بمبلغ 100 وحدة نقدية، فإنه يبيعها للمشتري بنفس المبلغ.

3.  بيع الوضيعة (أو الحطيطة) يتم بيع السلعة بأقل من سعر شرائها مع توضيح مقدار الخسارة.
- مثال: إذا اشترى البائع سلعة بمبلغ 100 وحدة نقدية، وقرر بيعها بـ 90 وحدة نقدية، فإنه يخبر المشتري بأن البيع تم بخسارة قدرها 10 وحدات نقدية.

## شروط بيوع الأمانة
تتطلب بيوع الأمانة توفر عدة شروط لضمان مشروعيتها وصحتها، منها:
- الإفصاح الصادق: يجب على البائع أن يكون شفافًا حول التكلفة الأصلية للسلعة.
- خلو المعاملة من الغش: يتعين على البائع تقديم معلومات دقيقة وصحيحة.
- رضا الطرفين: يجب أن يكون هناك قبول متبادل بين البائع والمشتري على شروط البيع.

## المرجعية الشرعية
تستند بيوع الأمانة إلى مبادئ الفقه الإسلامي المستمدة من القرآن الكريم والسنة النبوية، حيث تم التشديد على أهمية الصدق والأمانة في جميع المعاملات المالية.